# Carterocephalus micio
Carterocephalus micio is een vlinder uit de familie van de dikkopjes (Hesperiidae). De wetenschappelijke naam van de soort is voor het eerst geldig gepubliceerd in 1891 door Charles Oberthür.